# Élections législatives de 1978 dans l'Eure
Les élections législatives françaises de 1978 dans l'Eure se déroulent les 12 et 19 mars 1978.

## Élus
| Circonscription | Député sortant  | Parti | Parti | Député élu ou réélu | Parti | Parti     |
| --------------- | --------------- | ----- | ----- | ------------------- | ----- | --------- |
| 1re             | Pierre Monfrais |       | RI    | Pierre Monfrais     |       | UDF (PR)  |
| 2e              | Claude Michel   |       | PS    | Claude Michel       |       | PS        |
| 3e              | Rémy Montagne   |       | CDS   | Rémy Montagne       |       | UDF (CDS) |
| 4e              | René Tomasini   |       | RPR   | René Tomasini       |       | RPR       |

## Résultats

### Résultats à l'échelle du département
| Parti          | Parti                              | Premier tour | Premier tour | Second tour | Second tour | Sièges |
| Parti          | Parti                              | Voix         | %            | Voix        | %           | Sièges |
| -------------- | ---------------------------------- | ------------ | ------------ | ----------- | ----------- | ------ |
|                | Union pour la démocratie française | 61 362       | 25,42        | 97 277      | 39,42       | 2      |
|                | Rassemblement pour la République   | 50 859       | 21,07        | 32 740      | 13,27       | 1      |
|                | Divers droite (dont DC)            | 5 858        | 2,42         |             |             |        |
|                | Majorité présidentielle            | 118 079      | 48,92        | 130 017     | 52,69       | 3      |
|                |                                    |              |              |             |             |        |
|                | Parti communiste français          | 50 089       | 20,75        | 59 226      | 24,00       | 0      |
|                | Parti socialiste                   | 42 148       | 17,46        | 26 589      | 10,77       | 1      |
|                | Mouvement des radicaux de gauche   | 14 775       | 6,12         | 30 939      | 12,54       | 0      |
|                | Union de la gauche                 | 107 012      | 44,33        | 116 754     | 47,31       | 1      |
|                |                                    |              |              |             |             |        |
|                | Extrême gauche (LO, LCR et UOPDP)  | 5 531        | 2,29         |             |             | 0      |
|                | Parti socialiste unifié            | 2 707        | 1,12         | 0           |             |        |
|                | Mouvement des démocrates           | 2 418        | 1,00         | 0           |             |        |
|                | Front national                     | 2 046        | 0,85         | 0           |             |        |
|                | Divers écologiste                  | 1 955        | 0,81         | 0           |             |        |
|                | Parti radical                      | 1 151        | 0,47         | 0           |             |        |
|                | Union des gaullistes de progrès    | 491          | 0,20         | 0           |             |        |
|                |                                    |              |              |             |             |        |
| Inscrits       | Inscrits                           | 288 458      | 100,00       | 288 412     | 100,00      | 4      |
| Abstentions    | Abstentions                        | 41 603       | 14,42        | 35 363      | 12,26       |        |
| Votants        | Votants                            | 246 855      | 85,58        | 253 049     | 87,74       |        |
| Blancs et nuls | Blancs et nuls                     | 5 465        | 2,21         | 6 278       | 2,48        |        |
| Exprimés       | Exprimés                           | 241 390      | 97,79        | 246 771     | 97,52       |        |

### Résultats par circonscription

#### Première circonscription (Évreux)
| Candidat       | Candidat                      | Parti              | Premier tour | Premier tour | Second tour | Second tour |  |
| Candidat       | Candidat                      | Parti              | Voix         | %            | Voix        | %           |  |
| -------------- | ----------------------------- | ------------------ | ------------ | ------------ | ----------- | ----------- |  |
|                | Pierre Monfrais sortant réélu | UDF (PR)           | 19 434       | 27,08        | 40 205      | 55,18       |  |
|                | Rolland Plaisance             | PCF                | 16 790       | 23,39        | 32 658      | 44,82       |  |
|                | Luc Tinseau                   | PS                 | 15 102       | 21,04        | Retrait     | Retrait     |  |
|                | Jean-Louis Debré              | RPR                | 13 994       | 19,50        | Retrait     | Retrait     |  |
|                | Guy Bernay                    | Rad                | 1 151        | 1,60         |             |             |  |
|                | Olivier Dessauw               | PSU (FA)           | 1 086        | 1,51         |             |             |  |
|                | Bernard Pelluard              | MDD                | 1 079        | 1,50         |             |             |  |
|                | Jean Robyn                    | Divers droite (DC) | 894          | 1,25         |             |             |  |
|                | Antoine Soenen                | FN                 | 821          | 1,14         |             |             |  |
|                | Liliane Allain                | LO                 | 790          | 1,10         |             |             |  |
|                | Christian Béridel             | LCR                | 356          | 0,50         |             |             |  |
|                | Jean-Pierre Hatton            | UOPDP              | 275          | 0,38         |             |             |  |
|                |                               |                    |              |              |             |             |  |
| Inscrits       | Inscrits                      | Inscrits           | 87 399       | 100,00       | 87 350      | 100,00      |  |
| Abstentions    | Abstentions                   | Abstentions        | 13 914       | 15,92        | 12 116      | 13,87       |  |
| Votants        | Votants                       | Votants            | 73 485       | 84,08        | 75 234      | 86,13       |  |
| Blancs et nuls | Blancs et nuls                | Blancs et nuls     | 1 713        | 2,33         | 2 371       | 3,15        |  |
| Exprimés       | Exprimés                      | Exprimés           | 71 772       | 97,67        | 72 863      | 96,85       |  |

#### Deuxième circonscription (Bernay)
| Candidat       | Candidat                    | Parti              | Premier tour | Premier tour | Second tour | Second tour |  |
| Candidat       | Candidat                    | Parti              | Voix         | %            | Voix        | %           |  |
| -------------- | --------------------------- | ------------------ | ------------ | ------------ | ----------- | ----------- |  |
|                | Ladislas Poniatowski        | UDF (PR)           | 16 897       | 33,50        | 26 011      | 49,45       |  |
|                | Claude Michel sortant réélu | PS                 | 16 699       | 33,11        | 26 589      | 50,55       |  |
|                | Denis Saint-Thaurin         | PCF                | 6 334        | 12,56        |             |             |  |
|                | Jean-Michel Rouy            | RPR                | 5 140        | 10,10        |             |             |  |
|                | Claude Dezellus             | Divers droite (DC) | 2 082        | 4,13         |             |             |  |
|                | Marina Sala                 | LO                 | 1 454        | 2,88         |             |             |  |
|                | Roger Cueiuille             | PSU (FA)           | 820          | 1,63         |             |             |  |
|                | Élias Seidowski             | LCR                | 601          | 1,19         |             |             |  |
|                | Danielle Debuchy            | FN                 | 413          | 0,82         |             |             |  |
|                |                             |                    |              |              |             |             |  |
| Inscrits       | Inscrits                    | Inscrits           | 60 282       | 100,00       | 60 297      | 100,00      |  |
| Abstentions    | Abstentions                 | Abstentions        | 8 657        | 14,36        | 6 844       | 11,35       |  |
| Votants        | Votants                     | Votants            | 51 625       | 85,64        | 53 453      | 88,65       |  |
| Blancs et nuls | Blancs et nuls              | Blancs et nuls     | 1 185        | 2,3          | 853         | 1,6         |  |
| Exprimés       | Exprimés                    | Exprimés           | 50 440       | 97,7         | 52 600      | 98,4        |  |

#### Troisième circonscription (Louviers)
| Candidat       | Candidat                    | Parti             | Premier tour | Premier tour | Second tour | Second tour |  |
| Candidat       | Candidat                    | Parti             | Voix         | %            | Voix        | %           |  |
| -------------- | --------------------------- | ----------------- | ------------ | ------------ | ----------- | ----------- |  |
|                | Rémy Montagne sortant réélu | UDF (CDS)         | 20 431       | 33,96        | 31 061      | 50,10       |  |
|                | François Loncle             | MRG               | 14 775       | 24,56        | 30 939      | 49,90       |  |
|                | Jean-Pierre Binay           | PCF               | 11 820       | 19,65        | Retrait     | Retrait     |  |
|                | Jean Desbordes              | RPR               | 6 164        | 10,25        |             |             |  |
|                | André Delahaye              | UGP               | 2 882        | 4,79         |             |             |  |
|                | Gérard Benamou              | Divers écologiste | 1 955        | 3,25         |             |             |  |
|                | Bertille Bienaimé           | LO                | 895          | 1,49         |             |             |  |
|                | Jean-Claude Leclerc         | PSU (FA)          | 801          | 1,33         |             |             |  |
|                | Christian Lerick            | FN                | 442          | 0,73         |             |             |  |
|                |                             |                   |              |              |             |             |  |
| Inscrits       | Inscrits                    | Inscrits          | 71 447       | 100,00       | 71 450      | 100,00      |  |
| Abstentions    | Abstentions                 | Abstentions       | 10 040       | 14,05        | 8 266       | 11,57       |  |
| Votants        | Votants                     | Votants           | 61 407       | 85,95        | 63 184      | 88,43       |  |
| Blancs et nuls | Blancs et nuls              | Blancs et nuls    | 1 242        | 2,02         | 1 184       | 1,87        |  |
| Exprimés       | Exprimés                    | Exprimés          | 60 165       | 97,98        | 62 000      | 98,13       |  |

#### Quatrième circonscription (Les Andelys)
| Candidat       | Candidat                    | Parti          | Premier tour | Premier tour | Second tour | Second tour |  |
| Candidat       | Candidat                    | Parti          | Voix         | %            | Voix        | %           |  |
| -------------- | --------------------------- | -------------- | ------------ | ------------ | ----------- | ----------- |  |
|                | René Tomasini sortant réélu | RPR            | 25 561       | 43,31        | 32 740      | 55,20       |  |
|                | Marcel Larmanou             | PCF            | 15 145       | 25,66        | 26 568      | 44,80       |  |
|                | Guy Maugé                   | PS             | 10 347       | 17,53        | Retrait     | Retrait     |  |
|                | Jean-Henri Jacobs           | UDF (Rad)      | 3 366        | 5,70         |             |             |  |
|                | Louis-René de Bueil         | MDD            | 1 339        | 2,27         |             |             |  |
|                | Marc Montourcy              | PSD            | 1 234        | 2,09         |             |             |  |
|                | Pierre Batteux              | LO             | 828          | 1,40         |             |             |  |
|                | Dominique Cordier-Pécron    | UGP            | 491          | 0,83         |             |             |  |
|                | Adèle Clamens               | FN             | 370          | 0,63         |             |             |  |
|                | Jack Houdet                 | LCR            | 332          | 0,56         |             |             |  |
|                |                             |                |              |              |             |             |  |
| Inscrits       | Inscrits                    | Inscrits       | 69 330       | 100,00       | 69 315      | 100,00      |  |
| Abstentions    | Abstentions                 | Abstentions    | 8 992        | 12,97        | 8 137       | 11,74       |  |
| Votants        | Votants                     | Votants        | 60 338       | 87,03        | 61 178      | 88,26       |  |
| Blancs et nuls | Blancs et nuls              | Blancs et nuls | 1 325        | 2,2          | 1 870       | 3,06        |  |
| Exprimés       | Exprimés                    | Exprimés       | 59 013       | 97,8         | 59 308      | 96,94       |  |